# Guipronvel
Guipronvel korábbi község Franciaországban, Finistère megyében. Lakosainak száma 802 fő (2018. január 1.). Guipronvel Coat-Méal, Milizac, Plouguin és Tréouergat községekkel határos.
2017. január 1-jén Milizac korábbi községgel egyesült és az így létrejött Milizac-Guipronvel új község része lett.

## Népesség
A település népességének változása:
| Lakosok száma | 787  | 790  | 4498 | 794  | 802  |
|               | 2013 | 2015 | 2016 | 2017 | 2018 |